# میرزا ابراهیم امام جمعه
میرزا ابراهیم امام جمعه اهری از واعظین و سیاستمداران ایرانی بود، که در دوره ششم بعنوان نماینده اهر و ارسباران در مجلس شورای ملی حضور داشت.